# Borknagar
Borknagar is een progressieve metalband uit Bergen, Noorwegen, opgericht in 1995 door Øystein Garnes Brun. De stijl van de band is over de jaren heen geëvolueerd van black metal naar progressieve metal met invloeden uit folkmetal. De teksten van de band gaan vaak over filosofie, paganisme, de natuur en de kosmos. Hun gelijknamige debuutalbum kwam uit in 1996. In 2019 bracht de band hun elfde studioalbum True North uit.

## Biografie
Borknagar werd opgericht door gitarist Øystein Garnes Brun, toenmalig lid van de Noorse death metal band Molested, omdat hij genoeg had van het brutale aspect van het genre van zijn huidige band. Met Borknagar begon zijn zoektocht naar melodische muziekpartijen gebaseerd op het in Noorwegen zeer populaire black metal genre. Hij schreef in zijn eentje een volledige set, zowel muzikaal als de teksten en ging daarna pas op zoek naar muzikanten om de band van start te kunnen laten gaan. Deze muzikanten vond hij in Infernus van de band Gorgoroth, Grim van Immortal en Ivar Bjørnson van Enslaved. Door deze samenstelling van reeds zeer gekende muzikanten, kreeg ook het project Borknagar meteen veel aandacht van de pers. De band nam een demo op en kreeg door de imposante line-up meteen een platencontract. In 1999 pleegde drummer Grim zelfmoord door een overdosis slaappillen in te nemen.
De band heeft elf studioalbums uitgebracht, waarvan enkel het eerste album Borknagar in het Noors is geschreven. Alle andere albums zijn in het Engels geschreven. De meeste teksten van de band zijn geschreven door Brun, maar sommige nummers bevatten ook teksten van ICS Vortex (ex. Dimmu Borgir), drummer Asgeir Mickelson, keyboardspeler Lars Nedland en zanger Vintersorg.

## Bandleden

### Huidige leden
- Øystein Garnes Brun - gitaar (1995-heden)
- ICS Vortex (Simen Hestnæs) - zang (1997-2000, 2010-heden), basgitaar (1998-2000,2010-heden)
- Lars Nedland - keyboard, zang (1999-heden)
- Bjørn Dugstad Rønnow - drums (2018-heden)
- Jostein Thomassen - gitaar (2019-heden)

### Voormalige leden
- Infernus (Robert Tiegs) - basgitaar (1995-1996)
- Kristoffer Rygg - zang (1995-1997)
- Ivar Bjørnson - keyboard (1995-1998)
- Grim (Erik Brødreskift) - drums (1995-1998)
- Kai Lie - basgitaar (1996-1998)
- Jens F. Ryland - gitaar (1997-2003,2007-2018)
- Justin Greaves - drums (1998-1999)
- Asgeir Mickelson - drums (1999-2008), basgitaar (2003-2006)
- Tyr (Jan Erik Tiwaz) - basgitaar (2000-2003,2006-2010)
- Vintersorg (Andreas Hedlund) - zang, keyboards (2000-2019)
- David Kinkade - drums (2008-2011)
- Baard Kolstad - drums (2012-2018)

### Tourleden
- Pål Mathiesen - zang (2013-2018)

## Discografie
- Borknagar (1996)
- The Olden Domain (1997)
- The Archaic Course (1998)
- Quintessence (2000)
- Empiricism (2001)
- Epic (2004)
- Origin (2006)
- Universal (2010)
- Urd (2012)
- Winter Thrice (2016)
- True North (2019)
- Fall (2024)